# American Walking Pony
Das American Walking Pony ist eine relativ neue Rasse, die aus der Kreuzung von Tennessee Walking Horse und Welsh-Pony hervorging. Es besitzt zwei besondere Gangarten: den Pleasure Walk und den Merry Walk – beides schnelle Viertaktgänge.
Hintergrundinformationen zur Pferdebewertung und -zucht finden sich unter: Exterieur, Interieur und Pferdezucht.

## Exterieur
Das American Walking Pony gehört zu den größeren Ponyrassen. Es hat einen wohlgeformten Kopf und einen geschwungenen und muskulösen Hals. Der Rücken ist kurz, die schrägen Schultern erlauben eine gute Bewegungsfreiheit; die Brust ist breit, die Hinterhand muskulös.

## Interieur
Vom Welsh Pony hat die vielseitige Rasse ihr natürliches Springvermögen geerbt; überdies ist sie erfolgreich beim Westernreiten und als Fahrpferd. Das American Walking Pony ist durch seinen ruhigen Charakter ein gutes Kinderpony.

## Zuchtgeschichte
Das erste American Walking Pony wurde von Joan Hudson Brown nach 14-jährigen Zuchtversuchen gezüchtet. 1968 eröffnete sie das Stutbuch der Rasse, das nur das Einkreuzen von Tieren erlaubt, die entweder im Stutbuch des Tennessee Walker oder in dem des Welsh Pony verzeichnet sind. Die erste eingetragene Stute war Browntrees Flicker, der erste Hengst BT Golden Splendor.
Das American Walking Pony kommt aus den USA und ist dort auch stark verbreitet, in Europa kommt es nur selten vor.